# Festival
Een festival is een eendaags of meerdaags, vaak periodiek weerkerend evenement bedoeld voor groepen geïnteresseerden rond een bepaald onderwerp. Dit kan kunstzinnig zijn, zoals bijvoorbeeld muziekfestivals in alle mogelijke genres, een filmfestival of theaterfestival. Ook dans, literatuur en beeldende kunst kunnen een thema zijn. Een festival kan als thema eten of drinken hebben, wetenschap, humor of gewijd zijn aan ambachten. Het kan religieus van aard zijn of gericht op een bepaalde gemeenschap of cultuur. Het is een feestelijk gebeuren voor gelijkgestemden. Kenmerkend is dat op het programma meerdere optredens of activiteiten staan. Een festival kan een beperkt lokaal feest zijn maar evengoed grootschalig en honderdduizenden bezoekers uit verschillende landen aantrekken. Er is vaak ook een festivalcamping waar bezoekers met een kaartje voor alle dagen van het festival kunnen kamperen.  
Het woord festival komt via het Engels uit het middeleeuws Latijn festivalis ‘id.’, afgeleid van klassiek Latijn fēstīvus ‘feestelijk’, een afleiding van fēstus ‘feestelijk’.
Het verschil tussen een feest en een festival is dat een festival steeds openbaar is en gericht op een ruimer publiek, terwijl een feest ook in beperkte kring kan plaatsvinden en meestal het vieren van een bepaalde gebeurtenis is. Er kunnen ook grote festiviteiten georganiseerd worden als viering van een bepaalde prestatie, succes of evenement, maar dit is meestal geen festival.

## Voorbeelden
- Cabaretfestival
- Filmfestival
- Foodfestival
- Literatuurfestival
- Muziekfestival
- Stripboekenfestival
- Theaterfestival
- Fantasyfestival

- Festival
- Festival (album)
- Festival 316
- Festival Bruis
- Festival CEMENT
- Festival Cinematographique d'Automne de Gardanne
- Festival Cinématographique d'Automne de Gardanne
- Festival Connecting Arts
- Festival Dansa Diawoura
- Festival Dranouter
- Festival Elastiek
- Festival Elsy Jacobs
- Festival Elsy Jacobs 2021
- Festival Elsy Jacobs 2022
- Festival Elsy Jacobs 2023
- Festival Film Bandung
- Festival Het Accordeon
- Festival Internacional de Cine de Mar del Plata
- Festival Internacional de Cine de Valdivia
- Festival International de Baalbeck
- Festival International de Jazz de Montreal
- Festival International de Jazz de Montréal
- Festival International de Mode et de Photographie
- Festival International du Film Francophone de Namur
- Festival International du Film d'Animation d'Annecy
- Festival Internazionale del Film di Roma
- Festival Mundial
- Festival OTI de la Cancion
- Festival OTI de la Canción
- Festival OTI de la Canción 1972
- Festival OTI de la Canción 1973
- Festival OTI de la Canción 1974
- Festival OTI de la Canción 1975
- Festival OTI de la Canción 1976
- Festival OTI de la Canción 1977
- Festival OTI de la Canción 1978
- Festival OTI de la Canción 1979
- Festival OTI de la Canción 1980
- Festival OTI de la Canción 1981
- Festival Oude Muziek
- Festival Oude Muziek Utrecht
- Festival Puccini
- Festival Te Deum
- Festival Variations
- Festival Variations (Smith)
- Festival Via Musica
- Festival Voor de Wind
- Festival a/d Werf
- Festival a Kerkrade
- Festival aan de Werf
- Festival au Desert
- Festival au Désert
- Festival boerenrock
- Festival d'Aix-en-Provence
- Festival d'Amougies
- Festival da Cancao
- Festival da Canção
- Festival dansa/diawoura
- Festival de Cannes
- Festival de Cine de Sitges
- Festival de Cinéma Européen des Arcs
- Festival de Cornouaille
- Festival de Cornouailles
- Festival de l'escargot
- Festival de l'escargot (Bassou)
- Festival de l’escargot
- Festival de l’escargot (Toulouges)
- Festival de musique de Menton
- Festival de television de Monte-Carlo
- Festival de télévision de Monte-Carlo
- Festival des Arcs
- Festival des films du monde de Montreal
- Festival des films du monde de Montréal
- Festival di San Remo
- Festival di Sanremo
- Festival disney
- Festival du Film Policier de Cognac
- Festival du film européen de Bruxelles
- Festival du film francophone d'Angoulême
- Festival du film francophone d’Angoulême
- Festival international de mode et de photographie
- Festival international de programmes audiovisuels documentaires de Biarritz
- Festival international du film d'animation d'Annecy
- Festival international du film de comédie de l'Alpe d'Huez
- Festival international du film francophone de Namur
- Festival internazionale del film Locarno
- Festival of Britain
- Festival of Fools
- Festival of Fools (Amsterdam)
- Festival of Wight
- Festival overture
- Festival panafricain du cinema et de la television de Ouagadougou
- Festival panafricain du cinéma et de la télévision de Ouagadougou
- Festival van Aix
- Festival van Aix-en-Provence
- Festival van Amengijs
- Festival van Amougies
- Festival van Angouleme
- Festival van Angoulême
- Festival van Avignon
- Festival van Cannes
- Festival van Gent
- Festival van Osiris
- Festival van San Remo
- Festival van San Remo 1951
- Festival van San Remo 1952
- Festival van San Remo 1953
- Festival van San Remo 1954
- Festival van San Remo 1955
- Festival van San Remo 1956
- Festival van San Remo 1957
- Festival van San Remo 1958
- Festival van San Remo 1959
- Festival van San Remo 1960
- Festival van San Remo 1961
- Festival van San Remo 1962
- Festival van San Remo 1963
- Festival van San Remo 1964
- Festival van San Remo 1965
- Festival van San Remo 1966
- Festival van San Remo 1967
- Festival van San Remo 1968
- Festival van San Remo 1969
- Festival van San Remo 1970
- Festival van San Remo 1971
- Festival van San Remo 1972
- Festival van San Remo 1973
- Festival van San Remo 1974
- Festival van San Remo 1975
- Festival van San Remo 1976
- Festival van San Remo 1977
- Festival van San Remo 2021
- Festival van San Remo 2022
- Festival van Sanremo
- Festival van Vlaanderen
- Festival van Vlaanderen - Mechelen
- Festival van de Franstalige film van Angoulême
- Festival van de Gelijkheid
- Festival voor het Afrikaans
- Festival à Kerkrade
- Festival à Kerkrade (Lancen)
- Festivalbar
- Festivali i Kenges
- Festivali i Këngës
- Festivali i kenges
- Festivali i këngës
- Festivalmars
- Festivalorkest van Luzern